# Potyczka pod Grabiną
Potyczka pod Grabiną – starcie zbrojne stoczone 20 stycznia 1945 roku w rejonie wsi Grabina między oddziałem Armii Krajowej a wycofującymi się oddziałami armii niemieckiej, zakończone zamordowaniem przez Niemców 13 cywili i spaleniem wsi.

## Przebieg walk i pacyfikacja wsi
Ofensywa styczniowa Armii Radzieckiej która ruszyła 12 stycznia 1945, wymusiła odwrót wojsk niemieckich. Jeden z wycofujących się oddziałow niemienieckich w rejonie wsi Grabina 20 stycznia 1945 został zaatakowany przez oddział Armii Krajowej. Zbyt szczupłe siły partyzanckie zostały jednak zmuszone przez wojska niemieckie do odwrotu w stronę  wsi Grabina a następnie do lasu poza wsią. Atak oddziału AK zakończył się porażką. W czasie walk poległo 5 partyzantów. W zajętej Grabinie Niemcy zamordowali 13 jej mieszkańców a wieś podpalili. W wyniku pożaru spłonęły budynki w 11 gospodarstwach.

## Upamiętnie ofiar niemieckiej pacyfikacji
W 1969 roku ofiary niemieckiej pacyfikacji wsi Grabina upamiętniono pomnikiem. Kolejne uroczyste odsłonięcie pomnika poświęconego pomordowanym mieszkańcom wsi połączone z mszą świętą nastąpiło w 2005. Projekt pomnika opracował Jerzy Lysy, inżynier i wójt gminy Bochnia.  